# Grace Oladunni Taylor

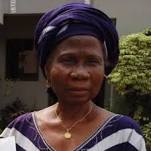
Grace Oladunni Taylor

Grace Oladunni Taylor, auch Grace Oladunni Lucia Olaniyan-Taylor (* 24. April 1937 in Efon Alaaye, Nigeria) ist eine emeritierte Biochemikerin der University of Ibadan in Nigeria. Sie war die zweite Frau als Mitglied in der Nigerianischen Akademie der Wissenschaften und die erste Afrikanerin, die den L'Oréal-UNESCO-Preis für Frauen in der Wissenschaft erhielt.

## Leben und Ausbildung
Grace Oladunni Lucia Olaniyan wurde in Efon Alaaye im Bundesstaat Ekiti, Nigeria, als Kind von Elizabeth (geborene Olatoun) and R. A. W. Olaniyan, geboren. Von 1952 bis 1956 besuchte sie die Queen’s School in Ede im Bundesstaat Osun. 1957 immatrikulierte sie sich für ein Studium am Nigerian College of Arts and Science in Enugu und wechselte 1959 an das University College of Ibadan, heute University of Ibadan. Olaniyan schloss ihr Studium 1962 erfolgreich im Fachbereich Chemie ab.

## Wissenschaftliche Karriere
Nach Abschluss ihrer wissenschaftlichen Ausbildung begann sie ihre Arbeit an der nigerianischen Regional Agricultural Research Station, das heutige National Root Crops Research Institute, auf der Moor Plantage in Ibadan.
1963 wurde sie Forschungsassistentin in der Abteilung für klinische Biochemie (Department of Chemical Pathology) an der Universität Ibadan und schloss dort ihr Doktoratsstudium in diesem Fachbereich 1969 ab. Ab 1970 arbeitete sie an der Universität als Lecturer, ab 1975 war sie Forschungsstipendiatin am Northwest Lipid Research Laboratory der University of Washington in Seattle. Sie kehrte anschließend zur Universität Ibadan zurück und wurde 1975 zum Senior Lecturer, 1979 zum Reader promoviert. Im Jahr 1979, als sie mit ihren wissenschaftlichen Veröffentlichungen begann, heiratete sie den Professor Ajibola Taylor. 1980 war sie Gastwissenschaftlerin an der Abteilung für die Erforschung von Metaboliten (Metabolic Research Unit) der University of the West Indies in Kingston, Jamaika. 1984 wurde Taylor zum Full professor für klinische Biochemie (Chemical Pathology) an der Universität Ibadan promoviert. Im selben Jahr wurde sie erneut Gastwissenschaftlerin am Northwest Lipid Research Laboratory in Seattle und schloss einen gastwissenschaftlichen Beitrag in Port of Spain, Trinidad in der Abteilung für klinische Biochemie ab. Ab 1990 arbeitete Taylor als Associate professor an der medizinischen Fakultät der University of Zimbabwe in Harare und lehrte an der pathologischen Abteilung. 1991 kehrte sie an die Universität Ibadan zurück, wo sie bis 1994 die Abteilung der klinischen Biochemie leitete und als ehrenamtliche Beraterin des Universitätskrankenhauses Ibadan arbeitete. 2004 ging sie in den Ruhestand, gab aber weiter Lesungen an der Universität.
Der Schwerpunkt ihrer Arbeit lag in der Analyse von Lipiden bei Erkrankungen der Herzkranzgefäße und dem Vergleich von Metaboliten im Lipidstoffwechsel, der bestätigte, dass Cholesterinwerte nicht von der Rasse, sondern Ernährung und körperlicher Fitness abhängig sind. Für ihre Forschung erhielt sie mehrere Ehrungen, darunter das Shell-BP Stipendium in Chemie, Stipendien der World Health Organization, des Fulbright Programms, von Ciba-Geigy und der Association of African Universities. Taylor wurde 1997 als zweite Frau überhaupt Mitglied der Nigerian Academy of Science 1998 wurde der L'Oréal-UNESCO-Preis ins Leben gerufen, um jeweils eine Frau aus fünf Regionen – Afrika und Arabische Staaten, Asien-Pazifik, Europa, Süd- und Nordamerika – für ihre wissenschaftlichen Leistungen und ihre Beiträge zur Verbesserung der Lebensbedingungen zu ehren. Taylor war die Trägerin des Preises in der ersten Runde des L'Oréal-UNESCO-Preis für Frauen in der Wissenschaft und damit die erste Afrikanerin, die den Preis erhielt. 2021 wurde sie von der Regierung des Bundesstaates Ekiti für ihre Mentorenschaft und die Ausbildung von Medizinstudierenden geehrt.

## Veröffentlichungen (Auswahl)
- G O Taylor, A E Bamgboye: Serum cholesterol and diseases in Nigerians. In: The American Journal of Clinical Nutrition. Band 32, Nr. 12, Dezember 1979, S. 2540–2545, doi:10.1093/ajcn/32.12.2540, PMID 506976.
- G. Oladunni Taylor, E. O. Agbedana, A. O. K. Johnson: High-density-lipoprotein-cholesterol in protein–energy malnutrition. In: British Journal of Nutrition. Band 47, Nr. 3, Mai 1982, S. 489–494, doi:10.1079/BJN19820061, PMID 6805501.
- Joseph Eberendu Ahaneku, Olu Emmanuel Agbedana, Oladunni Grace Taylor: Relationship between body mass index (BMI) and changes in plasma total and HDL-cholesterol levels during treatment of hypertension in African patients. In: Acta Medica Okayama. Band 49, Nr. 5, Oktober 1995, S. 267–270, doi:10.18926/AMO/30397, PMID 8585398 (archive.org [PDF]).
- Bose E. Orimadegun, John I. Anetor, Deborah A. Adedapo, Grace O. Taylor, Jude A. Onuegbu, Japhet M. Olisekodiaka: Increased serum iron associated with coronary heart disease among Nigerian adults. In: Pakistan Journal of Medical Sciences. Band 23, Nr. 4, Juli 2007, S. 518–522 (com.pk).
- Maria Onomhaguan Ebesunun, Emmanuel Oluyemi Agbedana, Grace Oladunni Taylor, Olulola O. Oladapo: Variations in plasma lipids and lipoproteins among cardiovascular disease patients in South-western Nigerians. In: Biokemistri. Band 25, Nr. 2, 31. August 2013, S. 45–51 (ajol.info).
- Grace Oladunni Taylor: Serum triglycerides and fatty acids in kwashiorkor. In: The American Journal of Clinical Nutrition. Band 24, Nr. 10, 1. Oktober 1971, S. 1212–1215, doi:10.1093/ajcn/24.10.1212, PMID 5110540.
- Taylor, J.: Communities of practice: A way of leading. In: Teaching and Learning, 40.
- Ulla Bock: The Institutionalization of Women's Studies at German Universities at the End of the Century. In: European Education. Band 32, Nr. 4, 10. Dezember 2014, S. 14–32, doi:10.2753/eue1056-4934320414.